# 郡山ビューホテル
郡山ビューホテル（こおりやまビューホテル、英: Koriyama View Hotel）は、福島県郡山市にあるホテル、郡山ビューホテル株式会社が運営する。

## 概要
郡山駅西口の中心市街地に立地する。客室は6-10階にシングル、ツインのほか、スイートルームや、スロープ・手すり付きバスを完備したユニバーサルルームなど92室を有する。また、バンケットルームを18室備えており、チャペルや最上階の11階にはウェディングルームもあり、ブライダルにも対応している。駅から至近とあって、客室によっては部屋からも駅や新幹線を見ることができる。地下駐車場完備。
市内には同じく郡山ビューホテルが運営する郡山ビューホテルアネックスがある。

## 沿革
- 1978年（昭和53年）5月 : 開業。
- 2001年（平成13年）
  - 4月 : 全面改装のため休業。
  - 9月 : リニューアルオープン。

## 主な施設
最大250名規模の立食パーティやセミナーなどが開催可能な宴会場、中華料理店、バー等がある。なお、下層階は商業施設「ビュープラザ」となっており、カルチャー教室などのテナントが入居している。

## 交通
- 東日本旅客鉄道（JR東日本）東北新幹線・東北本線 郡山駅より、徒歩約5分。
- 東北自動車道 郡山ICより、車で約20分。